# شیپور پست

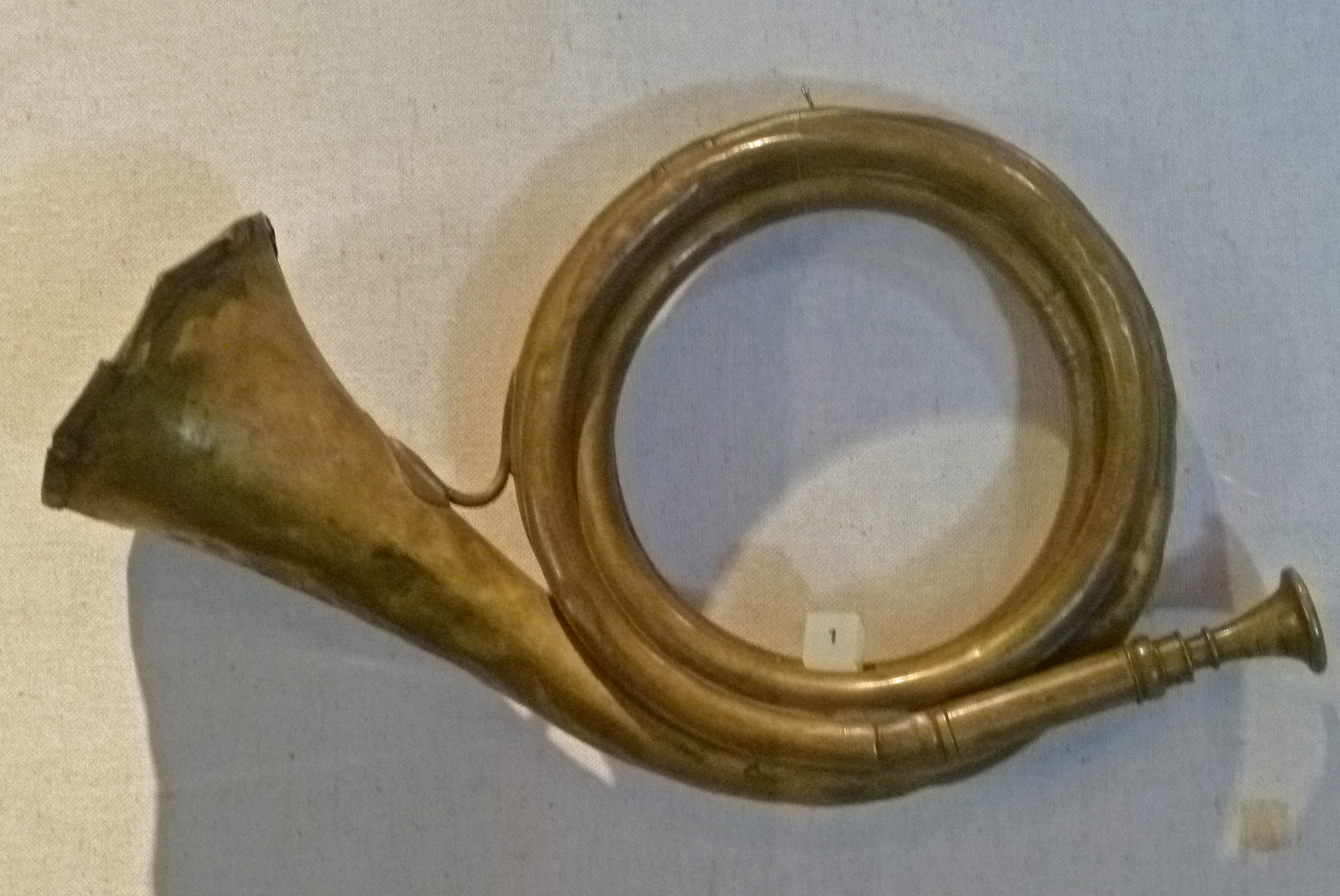
شیپور پست آلمانی (قرن نوزدهم میلادی)

شیپور پست (به انگلیسی: Post horn) یک ساز بادی لوله‌ای بی‌دریچه است که به منظور علامت‌دادن رسیدن یا راه‌افتادن سواره یا کالسکهٔ نامه‌رسان استفاده می‌شد.

## نگارخانه

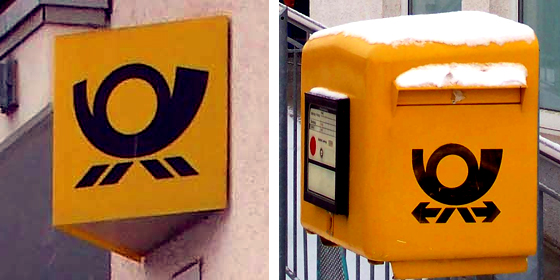
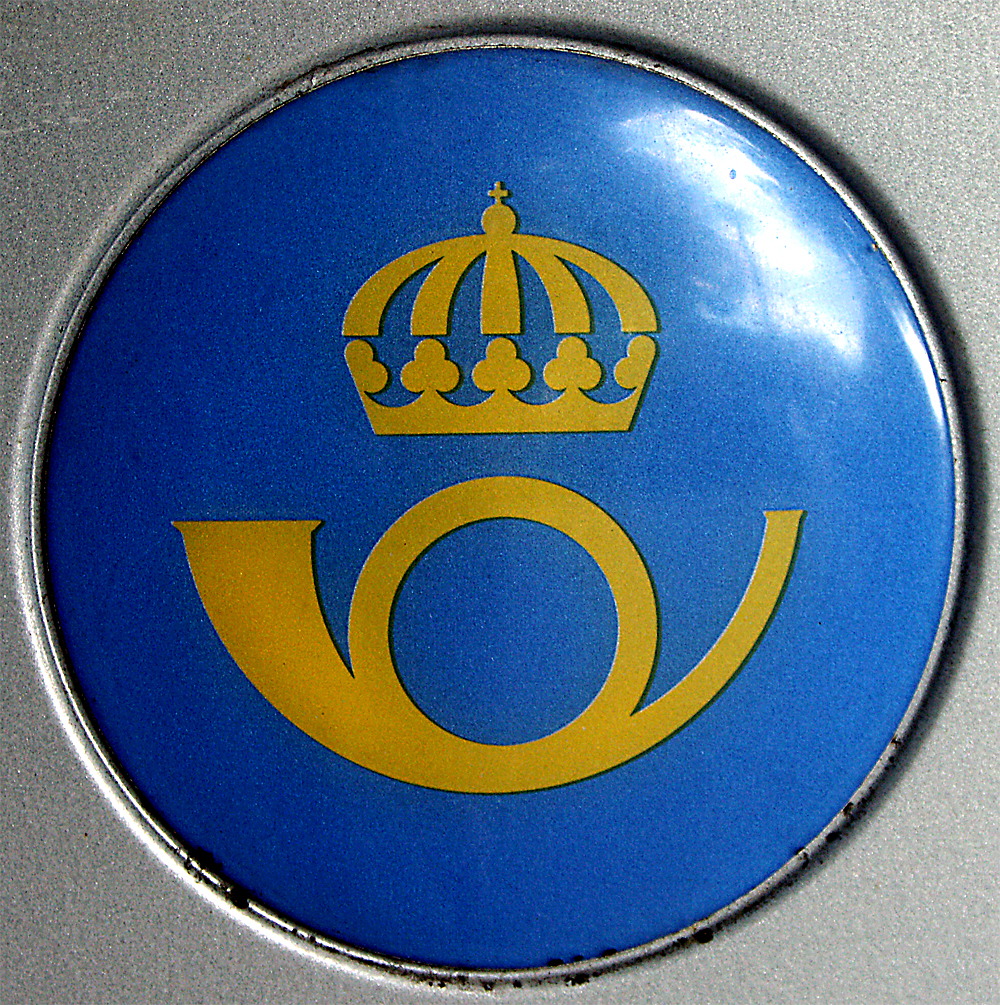
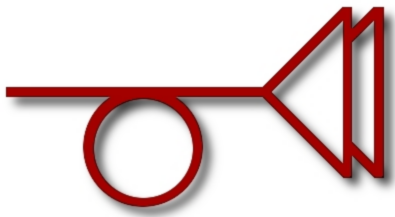